# Denis Klinar
Denis Klinar (21 de febrero de 1992) es un futbolista esloveno que juega de defensa en el ND Gorica de la Primera Liga de Eslovenia.

## Trayectoria
Comenzó su carrera deportiva en el N. K. Šmartno 1928 en 2008, fichando en 2009 por el N. K. Rudar Velenje.
En 2015 dio el gran salto a la Primera Liga de Eslovenia, al fichar por el N. K. Olimpija Ljubljana, donde se alzaría con el título en la temporada 2015-16.
En 2018 tuvo un breve paso por el Puskás Akadémia F. C. húngaro, antes de fichar por el N. K. Maribor, el club más importante del fútbol esloveno. En el Maribor disputó 61 partidos, y se hizo con el título de liga en la temporada 2018-19, antes de marcharse en 2021.

### Cultural Leonesa
En 2021 fichó por la Cultural y Deportiva Leonesa. Compitió durante la primera parte de la temporada en la Primera División RFEF hasta que a inicios de 2022 llegó a un acuerdo para rescindir su contrato.
Tras esta experiencia en España regresó a Eslovenia y en octubre firmó con el N. D. Gorica.

## Selección nacional
Klinar fue internacional sub-19, sub-20 y sub-21 con la selección de fútbol de Eslovenia.

## Clubes
| Club                         | País      | Año       |
| ---------------------------- | --------- | --------- |
| N. K. Šmartno 1928           | Eslovenia | 2008      |
| N. K. Rudar Velenje          | Eslovenia | 2011-2015 |
| N. K. Šmartno 1928 (cedido)  | Eslovenia | 2011      |
| N. K. Olimpija Ljubljana     | Eslovenia | 2015-2018 |
| Puskás Akadémia F. C.        | Hungría   | 2018      |
| N. K. Maribor                | Eslovenia | 2018-2021 |
| Cultural y Deportiva Leonesa | España    | 2021-2022 |
| N. D. Gorica                 | Eslovenia | 2022-     |

## Palmarés

### Títulos nacionales
| Título                    | Club                     | País      | Año  |
| ------------------------- | ------------------------ | --------- | ---- |
| Primera Liga de Eslovenia | N. K. Olimpija Ljubljana | Eslovenia | 2016 |
| Primera Liga de Eslovenia | N. K. Maribor            | Eslovenia | 2019 |